# Agrochola tripolensis
Agrochola tripolensis là một loài bướm đêm trong họ Noctuidae.